# Strandby Kirke

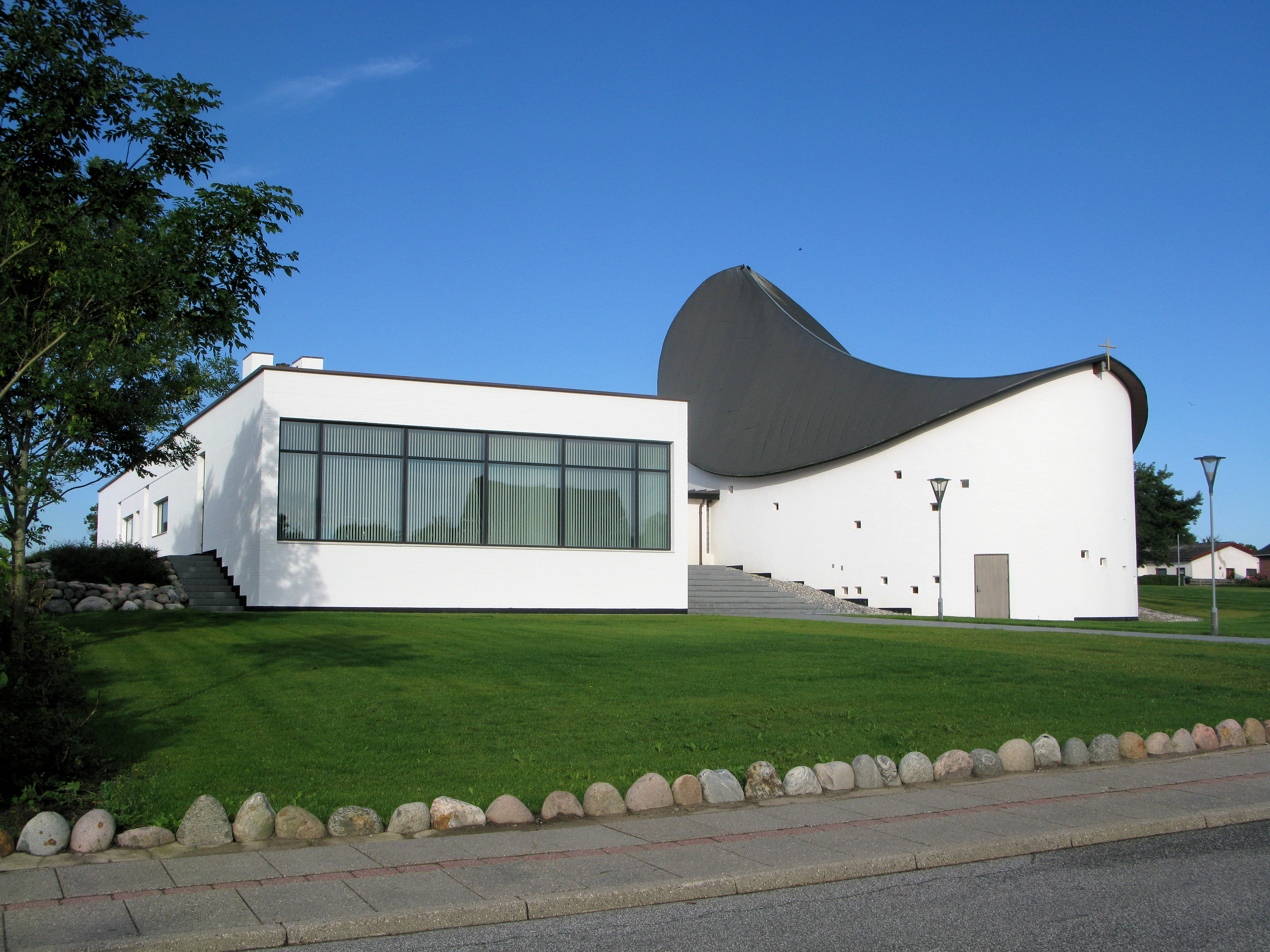
Strandby Kirke

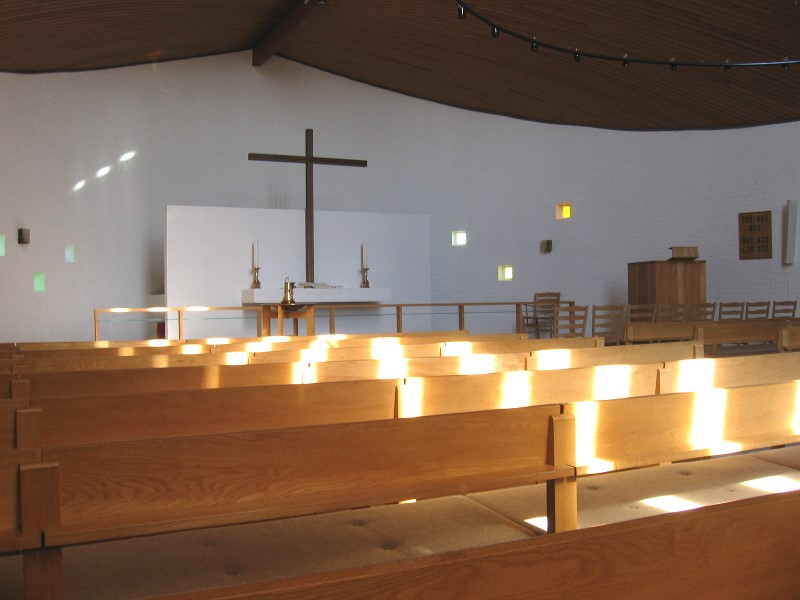
Altar der Strandby Kirke

Die Strandby Kirke ist eine 1966 gebaute Filialkirche der Kirchengemeinde Elling Sogn der evangelisch-lutherischen Volkskirche. Sie liegt im Küstenort Strandby in Frederikshavn Kommune, Dänemark. Die beiden anderen Kirchen der Gemeinde sind Jerup Kirke und Elling Kirke. 
Die Kirche, die Architekt Jacob Blegvad auf einem ovalen Grundriss entworfen hat, soll an ein Fischerboot erinnern. Die Kirche ist an einen Abhang gebaut, mit dem höchsten Punkt des Kirchraumes im Westen. Mit dem dorthin aufstrebenden Dach wird die Assoziation geweckt, als würde das „Fischerboot“ mit dem Bug eine Welle pflügen. Die Kirche Notre-Dame-du-Haut de Ronchamp von Le Corbusier diente Blegvad als Vorbild. Auch die mittelalterlichen Rundkirchen und der Pulverturm in Frederikshavn sollen Blegvad inspiriert haben.
Die Kirche fasst etwa 250 Besucher. Die Kirche erscheint je nach Tageszeit in unterschiedlichem Licht. Rund um den Innenraum sind kleine quadratische Fenster in die Wände eingelassen. Diese sind in ihrer Farbe anhand der Spektralfarben sortiert. Entsprechend dem Sonnenstand wechselt damit die Lichtfarbe im Inneren.  
Die Inneneinrichtung ist schlicht und hell gehalten, so ziert den aus Ziegeln gemauerten, weiß getünchten Altar ein einfaches Kreuz aus gebeiztem Eichenholz.
Die Orgel stammt von Marcussen & Søn und hat zehn Register verteilt auf Hauptwerk, Brustwerk (mit Schweller) und Pedal.
Im Untergeschoss befinden sich Gemeinderäume. Im Nebengebäude sind Abstellräume, Toiletten und ein Glockenstuhl untergebracht. Im Jahr 2011 wird das Nebengebäude durch einen 400 m² großen Anbau mit Gruppenräumen und Küche erweitert. 
Die evangelisch-lutherische Kirchengemeinde gehört zur Frederikshavn Provsti im Bistum Aalborg.